# Saurenchelys
Saurenchelys is een geslacht van straalvinnige vissen uit de familie van toveralen (Nettastomatidae).

## Soorten
- Saurenchelys cancrivora Peters, 1864
- Saurenchelys cognita Smith, 1989
- Saurenchelys elongata (Kotthaus, 1968)
- Saurenchelys fierasfer (Jordan & Snyder, 1901)
- Saurenchelys finitimus (Whitley, 1935)
- Saurenchelys gigas Lin, Smith & Shao, 2015
- Saurenchelys halimyon van Utrecht, 1983
- Saurenchelys lateromaculatus (D'Ancona, 1928)
- Saurenchelys meteori Klausewitz & Zajonz, 2000
- Saurenchelys stylura (Lea, 1913)
- Saurenchelys taiwanensis Karmovskaya, 2004